# Момбин клубненосный
Момби́н клубнено́сный, или И́мбу, также брази́льская сли́ва (лат. Spondias tuberosa), — небольшое низкоразветвлённое плодовое дерево, относящееся к виду семейства Сумаховые.

## Биологическое описание
Достигает в высоту 4—5 м. Крона раскидистая, диаметром до 10 м. Корень клубнеобразный разветвлённый. Листь перистые.
Цветки белые, 4- или 5-лепестковые. Кора дерева гладкая зеленоватая или жёлтая. Плод овальный, длиной от 2 до 4 см, с зеленовато-жёлтой тонкой кожицей. Внутри плода содержится нежная сладкая мякоть с одной крупной косточкой. Одно дерево способно дать до 300 кг плодов за сезон. Корень дерева обладает способностью запасать на сухой сезон до 3000 литров воды. Эта способность дерева используется местным населением в своих интересах.

## Распространение, использование
Растение встречается, в основном, в диком виде в Бразилии, изредка культивируется (imbu — местное название этого дерева). Проводятся работы по его интродукции в Флориде и в Малайзии.
Плоды имбу употребляются в свежем виде. Из них изготавливают соки, джемы и другие подслащённые консервы.